# Bloqueig d'injecció
El bloqueig d'injecció i la tracció d'injecció són els efectes de freqüència que es poden produir quan un oscil·lador harmònic és pertorbat per un segon oscil·lador que funciona a una freqüència propera. Quan l'acoblament és prou fort i les freqüències prou properes, el segon oscil·lador pot capturar el primer oscil·lador, fent que tingui una freqüència essencialment idèntica a la del segon oscil·lador. Això és el bloqueig per injecció. Quan el segon oscil·lador simplement pertorba el primer però no el captura, l'efecte s'anomena injecció de pull. Els efectes de bloqueig i tracció per injecció s'observen en nombrosos tipus de sistemes físics, però els termes s'associen més sovint amb oscil·ladors electrònics o ressonadors làser.
El bloqueig per injecció s'ha utilitzat de maneres beneficioses i intel·ligents en el disseny dels primers televisors i oscil·loscopis, permetent que l'equip es sincronitzi amb senyals externs a un cost relativament baix. El bloqueig per injecció també s'ha utilitzat en circuits de duplicació de freqüència d'alt rendiment. Tanmateix, el bloqueig i la tracció per injecció, quan no són intencionats, poden degradar el rendiment dels bucles de seguiment de fase i els circuits integrats de RF.

## Injecció de rellotges de paret a làsers

Oscil·lador LC acoblat en creu amb sortida a la part superior

La tracció per injecció i el bloqueig per injecció es poden observar en nombrosos sistemes físics on parells d'oscil·ladors estan acoblats. Potser el primer a documentar aquests efectes va ser Christiaan Huygens, l'inventor del rellotge de pèndol, que es va sorprendre en observar que dos rellotges de pèndol que normalment marcarien un temps lleugerament diferent, tanmateix, es sincronitzaven perfectament quan es penjaven d'una biga comuna. Investigadors moderns han confirmat la seva sospita que els pèndols estaven acoblats per petites vibracions d'anada i tornada a la biga de fusta. Els dos rellotges es van enganxar per injecció a una freqüència comuna.
En un oscil·lador controlat per voltatge modern, un senyal de bloqueig d'injecció pot anul·lar el seu voltatge de control de baixa freqüència, provocant una pèrdua de control. Quan s'utilitza intencionadament, el bloqueig per injecció proporciona un mitjà per reduir significativament el consum d'energia i possiblement reduir el soroll de fase en comparació amb altres tècniques de disseny de sintetitzadors de freqüència i PLL. De manera similar, la sortida de freqüència dels làsers grans es pot purificar mitjançant un bloqueig per injecció amb làsers de referència d'alta precisió (vegeu sembradora d'injecció).

## Oscil·lador bloquejat per injecció
Un oscil·lador bloquejat per injecció (ILO) normalment es basa en un oscil·lador LC acoblat creuadament. S'ha emprat per a la divisió de freqüència o la reducció de jitter en PLL, amb l'entrada d'una forma d'ona sinusoidal pura. Es va utilitzar en recuperació de dades i rellotge en mode continu (CDR) o recuperació de rellotge per realitzar la restauració del rellotge amb l'ajuda d'un circuit de generació d'impulsos precedent per convertir dades de no retorn a zero (NRZ) a format de pseudo-retorn a zero (PRZ) o un circuit de resincronització no ideal que residia al costat del transmissor per acoplar el senyal de rellotge a les dades. A finals dels anys 2000, l'ILO es va utilitzar per a un esquema de recuperació de rellotge en mode ràfega.
La capacitat de bloqueig per injecció és una propietat inherent de tots els oscil·ladors (electrònics o no). Aquesta capacitat es pot entendre fonamentalment com l'efecte combinat de la periodicitat de l'oscil·lador amb la seva autonomia. Específicament, considereu una injecció periòdica (és a dir, una pertorbació externa) que avança o retarda la fase de l'oscil·lador en algun desplaçament de fase cada cicle d'oscil·lació. A causa de la periodicitat de l'oscil·lador, aquest canvi de fase serà el mateix de cicle a cicle si l'oscil·lador està bloquejat per injecció. A més, a causa de l'autonomia de l'oscil·lador, cada canvi de fase persisteix indefinidament. La combinació d'aquests dos efectes produeix un canvi de fase fix per cicle d'oscil·lació, que resulta en un canvi de freqüència constant al llarg del temps. Si la freqüència d'oscil·lació resultant, desplaçada, coincideix amb la freqüència d'injecció, es diu que l'oscil·lador està bloquejat per injecció. Tanmateix, si el canvi de freqüència màxim que l'oscil·lador pot experimentar a causa de la injecció no és suficient per fer que les freqüències d'oscil·lació i d'injecció coincideixin (és a dir, la freqüència d'injecció es troba fora del rang de bloqueig), l'oscil·lador només pot ser injectat (vegeu § Injection pulling).

## Bloqueig d'injecció no desitjada
Els senyals lògics d'alta velocitat i els seus harmònics són amenaces potencials per a un oscil·lador. La fuga d'aquests i altres senyals d'alta freqüència a un oscil·lador a través d'un substrat concomitantment amb un bloqueig no intencionat és un bloqueig per injecció no desitjat.

## Guany per bloqueig d'injecció
El bloqueig per injecció també pot proporcionar un mitjà de guany a un baix cost energètic en certes aplicacions.

## Injecció de tracció
| "Injection Locking and Pulling"                                                                  |
|                                                                                                  |
| Injection pulling and locking heard alternatively when one oscillator of two sweeps in frequency |
|                                                                                                  |

La injecció (també coneguda com a tracció de freqüència) es produeix quan una font de freqüència interferent pertorba un oscil·lador però no pot bloquejar-lo per injecció. La freqüència de l'oscil·lador s'acosta a la font de freqüència, tal com es pot veure a l'espectrograma. La fallada de bloqueig pot ser deguda a un acoblament insuficient o a que la freqüència de la font d'injecció es troba fora de la finestra de bloqueig (també coneguda com a rang de bloqueig) de l'oscil·lador. La injecció de sang corromp fonamentalment la periodicitat inherent d'un oscil·lador.

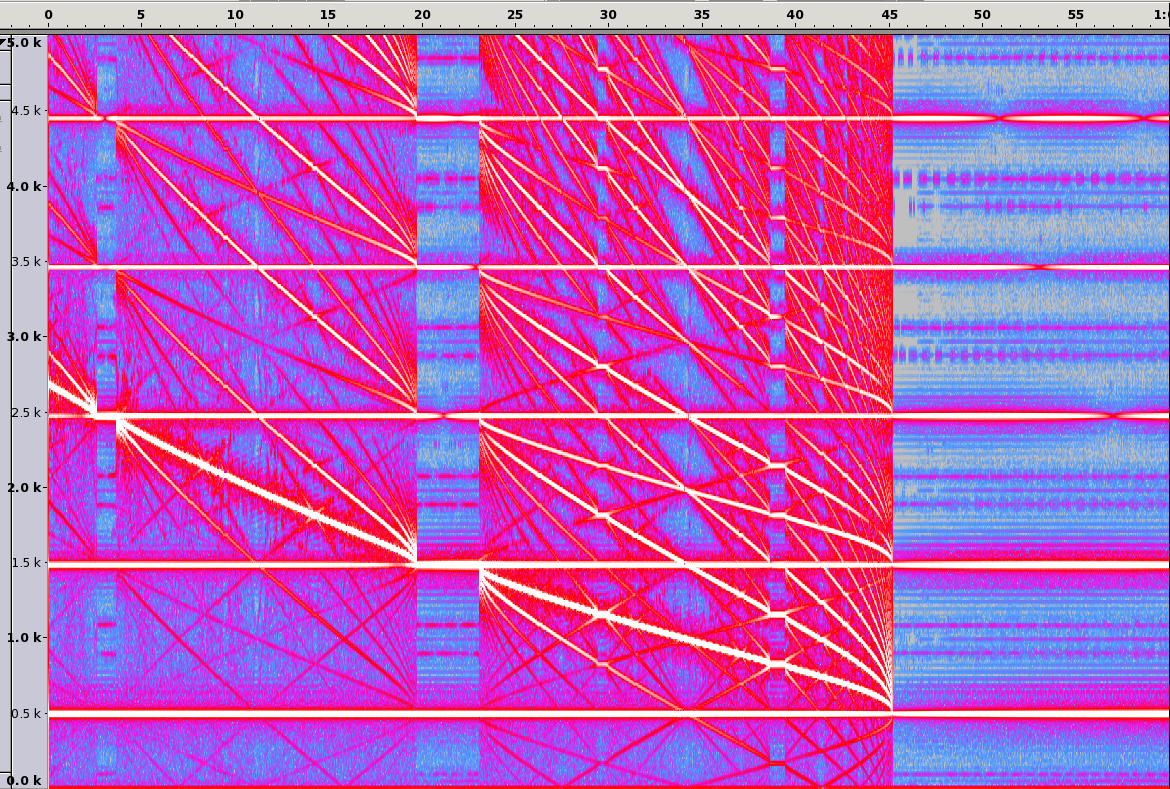
Espectrograma de l'àudio anterior

## Arrossegament
L'arrossegament s'ha utilitzat per referir-se al procés de bloqueig de mode d'oscil·ladors accionats acoblats, que és el procés pel qual dos sistemes oscil·lants que interactuen, que tenen períodes diferents quan funcionen independentment, assumeixen un període comú. Els dos oscil·ladors poden entrar en sincronia, però també són possibles altres relacions de fase. El sistema amb la freqüència més alta s'alenteix i l'altre s'accelera.
El físic neerlandès Christiaan Huygens, l'inventor del rellotge de pèndol, va introduir el concepte després d'adonar-se, el 1666, que els pèndols de dos rellotges muntats en una taula comuna s'havien sincronitzat, i experiments posteriors van duplicar aquest fenomen. Va descriure aquest efecte com una "estranya simpatia". Els dos rellotges de pèndol sincronitzats amb els seus pèndols oscil·lant en direccions oposades, 180° desfasats, però també poden resultar estats en fase. L'arrossegament es produeix perquè es transfereixen petites quantitats d'energia entre els dos sistemes quan estan fora de fase, de manera que es produeix una retroalimentació negativa. A mesura que assumeixen una relació de fase més estable, la quantitat d'energia es redueix gradualment fins a zero. En l'àmbit de la física, les observacions de Huygens estan relacionades amb la ressonància i l'acoblament ressonant dels oscil·ladors harmònics, que també dóna lloc a vibracions simpàtiques.
Un estudi del 2002 de les observacions de Huygens mostra que una oscil·lació estable en antifase era una mica fortuïta, i que hi ha altres possibles solucions estables, incloent-hi un "estat de mort" on un rellotge deixa de funcionar, depenent de la força de l'acoblament entre els rellotges.
El bloqueig de mode entre oscil·ladors accionats es pot demostrar fàcilment utilitzant metrònoms mecànics sobre una superfície comuna i fàcilment mòbil. Aquest bloqueig de mode és important per a molts sistemes biològics, inclòs el funcionament correcte dels marcapassos.
L'ús de la paraula "arrossegament" en la literatura de física moderna es refereix més sovint al moviment d'un fluid, o conjunt de partícules, per un altre. L'ús de la paraula per referir-se al bloqueig de mode d'oscil·ladors acoblats no lineals apareix principalment després de 1980 aproximadament, i continua sent relativament rar en comparació.
Un fenomen d'acoblament similar es va caracteritzar en audiòfons quan s'utilitza la cancel·lació adaptativa de la retroalimentació. Aquest artefacte caòtic (arrossegament) s'observa quan els senyals d'entrada correlacionats es presenten a un cancel·lador de retroalimentació adaptatiu.
En els darrers anys, l'arrossegament aperiòdic s'ha identificat com una forma alternativa d'arrossegament que és d'interès en els ritmes biològics.